# Selenginsk
Selenginsk (in russo Селенгинск?, in buriato Сэлэнгэ) è un insediamento di tipo urbano della Russia asiatica, in Siberia Orientale. È situato nella Repubblica autonoma della Burazia e appartiene al rajon Kabanskij.
È situato sulla riva sinistra fiume Selenge ai piedi settentrionali dei monti Chamar-Daban. Attraverso il villaggio scorre il Viljujka (affluente sinistro del Selenga). Nella periferia nord di Selenginsk, si trova la stazione ferroviaria «Selenga» della Ferrovia Transiberiana e corre la strada R258 «Bajkal» (Irkutsk - Ulan-Udė - Čita).